# Сальседо, Эдди
Эдди Антони Сальседо Мора (итал. Eddy Anthony Salcedo Mora; род. 1 октября 2001, Генуя) — итальянский футболист, нападающий греческого клуба ОФИ.

## Карьера
Является воспитанником футбольного клуба «Дженоа». С сезона 2017/18 привлекается к тренировкам с основной командой. 20 августа 2017 года в поединке против «Сассуоло» дебютировал в Серии А, выйдя на замену на 81-й минуте вместо Андрея Галабинова. На момент дебюта Сальседо было 15 лет. Он стал вторым игроком 2001 года рождения, выходившем на матчи Серии А. До этого также рано дебютировал ещё один игрок «Дженоа» — Пьетро Пеллегри.